# Jindřichova livonská kronika

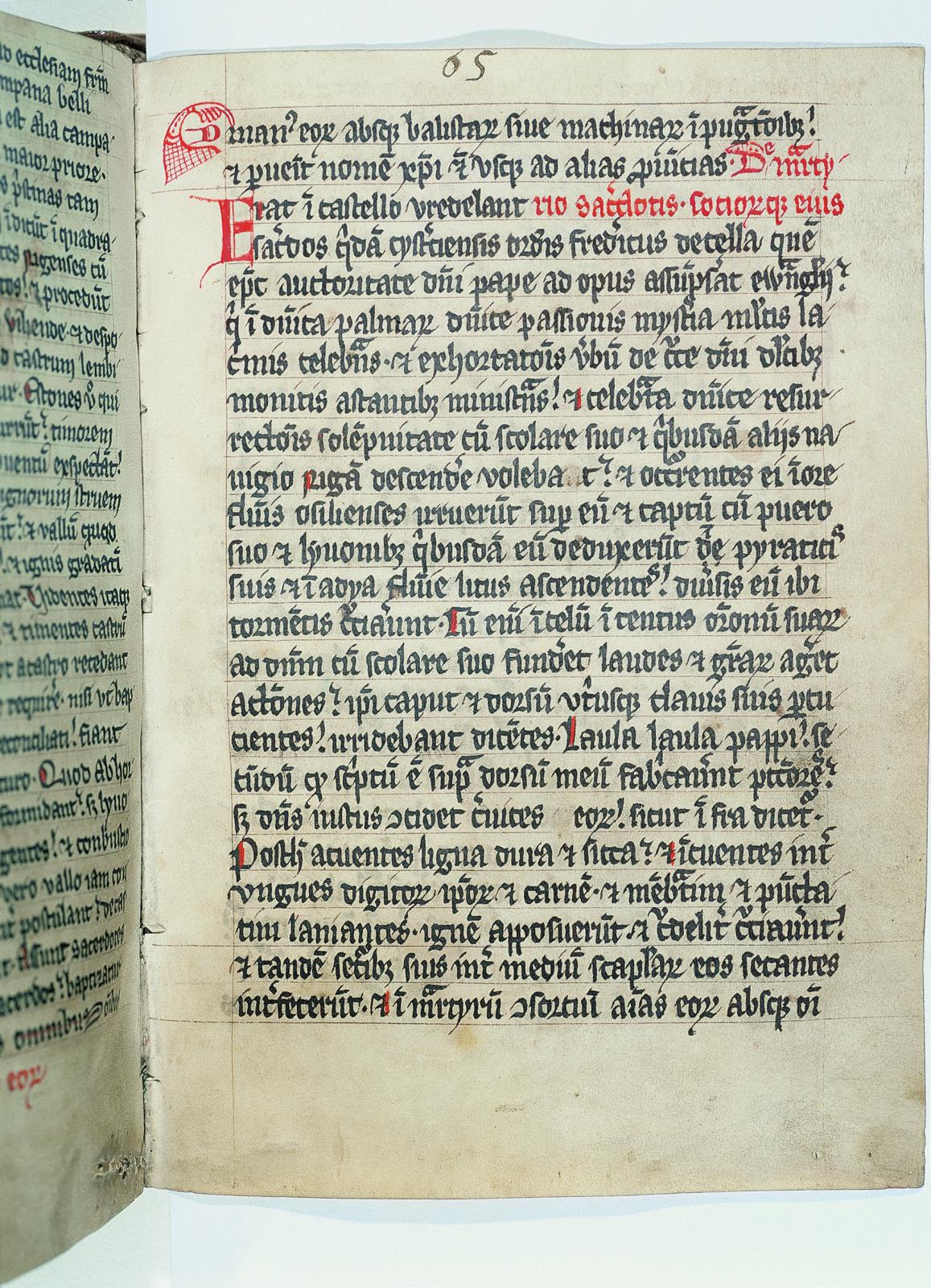
Rukopis kroniky ze 14. století

Jindřichova livonská kronika (v originále: Heinrici Cronicon Lyvoniae) je latinsky psaná kronika Jindřicha Lotyšského. Popisuje události v Livonsku (dnešní Estonsko a severní Lotyšsko) v letech 1180 až 1227. Napsána byla okolo roku 1229. Pomineme-li několik zmínek v Pověsti dávných let sepsané na Kyjevské Rusi ve 12. století, je Jindřichova kronika nejstarším známým písemným dokumentem o historii Estonska a Lotyšska. Je rovněž základním písemným pramenem ke studiu severní křížové výpravy. Tuto výpravu a křižácké dobytí Livonska se Jindřich snaží v kronice obhájit. Navzdory tomuto jasnému ideologickému zatížení je Jindřichův text považovaný za důvěryhodnější než o něco pozdější německy psaná Livländische Reimchronik, která popisuje stejné události. Autor, katolický kněz vychovávaný Albertem z Rigy, byl svědkem většiny popisovaných událostí. O Němcích mluví vždy v první osobě množného čísla, z čehož se usuzuje, že se narodil v Německu, ale jisté to není, patrně tím poukazoval spíše na svou kulturní identitu. Kronika je věnována Albertovi a byla napsána zhruba v době jeho smrti, nejspíše krátce po ní, na jeho počest. Kronika mohla ale také vzniknout jako zpráva papežskému legátovi Vilémovi z Modeny, kterému byl Jindřich přidělen jako tlumočník, když se v letech 1225 až 1227 pokoušel v Livonsku usmířit Řád mečových bratří a biskupství. Původní rukopis kroniky se nedochoval. Existuje šestnáct různých kopií, pocházejících ze 14. až 19. století, z nichž nejstarší je Codex Zamoscianus, psaný na pergamenu a pocházející z konce 13. století. Codex Zamoscianus je ovšem neúplný, končí ve 23. kapitole. V současné době je uložen v Polské národní knihovně ve Varšavě.
Kronika je rozdělena do čtyř knih. První kniha O Livonii popisuje události mezi lety 1186 a 1196: příchod prvního biskupa v Ikšķile Meinharda a křest Livonců. Druhá kniha O biskupu Bertholdovi popisuje události mezi lety 1196 a 1198: příchod druhého biskupa Ikšķile Bertholda z Hannoveru a jeho smrt v bitvě s Livonci poblíž místa, kde později vzniklo město Riga. Třetí kniha O biskupu Albertovi popisuje události mezi lety 1198 a 1208: příchod třetího biskupa z Ikšķile, Alberta z Rigy (též známý jako Albert z Buxhoevedenu), založení rytířského Řádu mečových bratří, dobytí a rozdělení livonských území mezi biskupstvím a řádem, války s polockými knížaty a Litevci, dobytí Kokneseského knížectví a země Selů. Čtvrtá kniha O Estonsku popisuje události mezi lety 1208 a 1226: tažení proti estonským krajům, dobytí knížectví Gersika, války s Kury, Zemgaly, Litevci a knížaty z Pskova a Novgorodu.